# Arno van der Zwet
Arno van der Zwet (Heerhugowaard, 7 de mayo de 1986) es un deportista neerlandés que compitió en ciclismo en la modalidad de pista. Ganó una medalla de bronce en el Campeonato Europeo de Ciclismo en Pista de 2010, en la prueba de persecución por equipos.

## Medallero internacional
| Campeonato Europeo | Campeonato Europeo  | Campeonato Europeo | Campeonato Europeo      |
| Año                | Lugar               | Medalla            | Competición             |
| ------------------ | ------------------- | ------------------ | ----------------------- |
| 2010               | Pruszków ( Polonia) | Medalla de bronce  | Persecución por equipos |